# Јосип Прескар
Јосип Прескар - Болтек (Осредек, код Подсреде, 23. фебруар 1920 — Загреб, 9. март 1943), учесник Народноослободилачке борбе и народни херој Југославије.

## Биографија
Рођен је 23. фебруара 1920. године у Осредку код Подсреде. Као опанчарски радник, запослио се у Загребу. Још од своје младости учествовао је у радничком покрету и био напредан омладинац у синдикатима УРС-а.
Већу првим данима окупације, априла 1941. године, организовао је као илегалац ударне омладинске групе и одборе Народне заштите у Загребу. Учествовао је у разним саботажним акцијама, у борби против усташа и у ликвидацији издајника и провокатора.
У Загреб је дошао неки бивши партизан-провокатор, који је издавао усташкој полицији припаднике Народноослободилачког покрета. Партијска организација је дала Прескару налог да га ликвидира. Прескар се прикључио групи тога издајника и на једном састанку покушао је да га убије, али га је само ранио. Захваљујући полицијској заседи, издајник је успео да побегне. Упркос рани коју је Прескар задобио у борби против полиције, он је извршио задатак. Потражио је и нашао рањеног провокатора и ликвидирао га.
Прескар је, као члан Месног комитета СКОЈ-а, учествовао на партијском течају на Кордуну. На путу су, у селу Луковец, пет усташких агената хтели да га легитимишу. Уместо легитимације, Прескар је потегао револвер и убио усташе, а двојица су побегла.
После завршеног партијског течаја Прескар се вратио у Загреб, где је наставио рад. Због његовог упорног деловања у редовима омладинских ударних бригада, полиција је трагала за њим. Ушли су му у траг јануара 1943. године. 9. марта, док је с двојицом другова ишао Петровом улицом у неку акцију, усташе су му се с леђа приближиле и са неколико хитаца га тешко раниле. Одвели су га у болницу, где су мучењем покушали да изнуде његово признање, али нису сазнали ни његово име. Тешко рањен, он је убрзо умро.
Указом Президијума Народне скупштине Федеративне Народне Републике Југославије, 20. децембра 1951. године, проглашен је за народног хероја.